# Spremljanje stanja
Spremljanje stanja stroja je postopek preverjanja stanja stroja med njegovim normalnim delovanjem. Sestavljen je iz zbiranja, obdelave in primerjave podatkov s trendi in reprezentativnimi podatki iz podobnih strojev. Običajno se med postopkom spremljanja stanja spremlja parametre kot so vibracije, temperatura itd., z namenom, da se ugotovi potrebna sprememba, ki kaže na nastajajočo napako. Spremljanje stanja omogoča načrtovanje vzdrževanja (tudi napovedano vzdrževanje) in druge ukrepe za preprečevanje škode ter izogibanje njenim posledicam. S pomočjo takšne aplikacije je mogoče preprečiti pogoje, ki bi skrajšali normalno življenjsko dobo stroja, preden se razvije v večjo okvaro. Tehnika se običajno uporablja na krožnih napravah, pomožnih sistemih in drugih strojih, kot so kompresorji, črpalke, električni motorji, stiskalnice itd.

## Tehnologija za spremljanje stanja
Ta seznam vključuje glavne tehnike spremljanja stanja, ki se uporabljajo.
- Pregled spremljanja stanja[3]
- Analiza in diagnostika vibracij[4]
- Analiza maziv[5]
- Akustična emisija[6]
- Infrardeča termografija[7]
- Ultrazvok[8]
- Senzorji stanja olja

## Vrtljiva oprema
Vrtljiva oprema je krovni izraz v industriji, ki vključuje menjalnike, batne in centrifugalne stroje. 
Najbolj pogosta uporabljena metoda za vrtljive stroje je analiza vibracij.
Meritve je mogoče izvesti z merilniki pospeška za merjenje vibracij na ohišjih ležajev strojev. Na velikih večini kritičnih strojev pa se meritve opravljajo z vrtinčnimi pretvorniki, ki neposredno opazujejo vrtljive gredi za merjenje radiala in premik gredi. 
Intepretacija prejetega vibracijskega signala je zapleten postopek, ki zahteva specializirano usposabljanje in izkušnje. Ena najpogosteje uporabljenih tehnik je pregled posameznih frekvenc, ki so prisotne v signalu. Te ustrezajo nekaterim mehanskim komponentam ali okvaram. S preučevanjem frekvenc lahko strokovnjak pogosto ugotovi lokacijo in vrsto težave, včasih pa tudi glavni vzrok. Na primer, visoke vibracije pri frekvenci, so najpogosteje posledica neravnovesja in se popravijo z uravnoteženjem stroja. Poleg vseh senzorjev in analize podatkov je pomembno vedeti, da več kot 80% vse zapletene mehanske opreme odpove naključno in brez kakršnega koli vpliva na njihovo življenjsko dobo.
Večina instrumentov za analizo vibracij danes uporablja hitro Fourierjevo transformacijo (v angl. okrajšavi FFT), ki pretvori signal vibracij iz njegove predstavitve v časovni domeni v njegovo enakovredno predstavitev v frekvenčni domeni. Vendar je frekvenčna analiza (tudi imenovana spektralna analiza) le en vidik razlage informacij, ki jih vsebuje vibracijski signal. Analiza frekvence se najpogosteje uporaba pri strojih, ki uporabljajo ležaje kotalnih elementov in katerih glavni načini okvare so degradacije teh ležajev. Ti običajno kažejo na povečanje značilnih frekvenc povezanih z geometrijo in konstrukcijo ležajev. Glede na vrsto stroja, njegove tipične okvare, uporabljene tipe ležajev, hitrosti vrtenja in druge dejavnike lahko strokovnjak uporabi dodatna diagnostična orodja, kot so pregled signala časovne domene, razmerje faze med komponentami vibracij in časovni razpored oznake na gredi stroja.